# Монтойя, Хулиан
Хулиан Монтойя (исп. Julián Montoya; род. 19 октября 1993 в Буэнос-Айресе) — аргентинский профессиональный регбист, выступающий на позиции хукера в клубе «Лестер Тайгерс» и сборной Аргентины.

## Клубная карьера
Монтойя начал играть в регби за молодёжный состав любительской команды «Ньюмен» и в 2012 году получил приглашение от клуба Английской Премьер-лиги «Лестер Тайгерс». Переезд в Англию сорвался из-за перелома ноги в игре с друзьями, поэтому молодой спортсмен остался в «Ньюмене» и в следующем году был переведён в основной состав. В 2014 году Хулиан присоединился к «Пампас XV», которые выступали в Тихоокеанском кубке вызова. Команда дважды, в 2014 и 2015 годах, становилась победительницей турнира, а Монтойя выходил на поле практически в каждом матче.
В 2015 году было объявлено о создании аргентинской франшизы Супер Регби, куда вместе с множеством партнёров по сборной был подписан и Монтойя. В дебютном сезоне за «Хагуарес» регбист выходил в основном на замену вместо безусловного лидера клуба и сборной Агустина Криви.

## Сборная Аргентины
Монтойя играл в юношеских и молодёжных сборных Аргентины всех возрастов, а в 2013 году в составе сборной U20 принял участие в молодёжном чемпионате мира. За «Пум» дебютировал в 2014 году в выигранной со счётом 9:65 встрече со сборной Уругвая, причём на тот момент он ещё ни разу не играл за основную команду «Ньюмена», а первую попытку занёс уже во втором матче против чилийцев. В 2015 году Хулиан был вызван на чемпионат мира. Именно на всемирном первенстве игрока заметило мировое сообщество. Там Монтойя занёс по попытке Тонга и Намибии и вышел в основном составе на матч за третье место против ЮАР.